# Pike Creek
Pike Creek e un census-designated place (CDP) degli Stati Uniti, situato nella Contea di New Castle, nello stato del Delaware. Nel censimento del 2010 la popolazione era di 7.898 abitanti. Fino al precedentemente censimento si considerava compresa in questo CDP la località di Pike Creek Valley poi considerata CDP a sé.

## Geografia fisica
Secondo i rilevamenti dello United States Census Bureau, Pike Creek si estende su una superficie totale di 7,2 km², tutti quanti occupati da terre. Sorge nell'area occupata dalla periferia di Wilmington.

## Popolazione
Secondo il censimento del 2000, a Pike Creek vivevano 19.751 persone, ed erano presenti 5.166 gruppi familiari. La densità di popolazione era di 1.244 ab./km². Nel territorio del CDP si trovavano 8.415 unità edificate. Per quanto riguarda la composizione etnica degli abitanti, l'88,30% era bianco, il 4,09% era afroamericano, lo 0,17% era nativo, e il 5,58% era asiatico. Il restante 1,87% della popolazione comprende persone di altre razze. La popolazione di ogni razza proveniente dall'America Latina corrisponde al 2,59% degli abitanti.
Per quanto riguarda la suddivisione della popolazione in fasce d'età, il 22,9% era al di sotto dei 18 anni, l'8,4% era fra i 18 e i 24, il 35,0% fra i 25 e i 44, il 24,6% fra i 45 e i 64, mentre il 9,1% era al di sopra dei 65 anni di età. L'età media della popolazione era di 36 anni. Per ogni 100 donne residenti corrispondevano 91,8 maschi.

## Istruzione
Pike Creek ospita il campus di una delle principali università di Wilmington, ossia il Goldey-Beacom College.